# К'ініч-Кан-Балам III
К'ініч-Кан-Балам III (д/н — бл. 764) — ахав Баакульського царства у бл. 751—764 роках. Ім'я перекладається як «Осяйний-Змій-Ягуар». Про її існування водночас незалежно один від одного заявили український вчений В.Талах, мексиканський фахівець Гільєрмо Берналь та епіграфіст Саймон Мартин.

## Життєпис
Походив з династії Токтан-Лакамхи. Стосовно батьків та дати народження немає якихось відомостей. Посів трон десь у 750—751 роках (або наприкінці 740-х років). Згадується лише 1 раз — у зв'язку з закінченням к'атуна в день 9.16.0.0.0, 2 Ахав 13 Сек (9 травня 751 року) в городищі Помона, що було столицею царства Пакбуль. Вважається, що Баакуль зазнав поразки від Пакбуля, а К'ініч-Кан-Балам III визнав зверхність пакбульського ахава К'ініч-Хіш-Мо'-Б'алама. Втім остаточно ця версія ще не підтверджена.
На думку більшості вчених спроби К'ініч-Кан-Балама III відновити потугу своєї держави виявилися невдалими: занепад тривав. Насамперед зазнав поразки від царства Попо'.
Втім період панування цього ахава досі знаходиться в стадії дослідження.